# Arne Sejersted
Arne Nannestad Sejersted (* 18. Juli 1877 in Trondheim; † 17. Dezember 1960 in Lillesand) war ein norwegischer Segler.

## Erfolge
Arne Sejersted, Mitglied des Kongelig Norsk Seilforening, wurde 1920 in Antwerpen bei den Olympischen Spielen in der 10-Meter-Klasse nach der International Rule von 1919 Olympiasieger. Er war Crewmitglied der Mosk II, die als einziges Boot seiner Klasse teilnahm. Der Mosk II, deren Crew außerdem aus Otto Falkenberg, Robert Giertsen, Willy Gilbert, Halfdan Schjøtt und Trygve Schjøtt sowie Skipper Charles Arentz bestand, genügte mangels Konkurrenz in zwei Wettfahrten jeweils das Erreichen des Ziels zum Gewinn der Goldmedaille.